# لیلوپریستون
لیلوپریستون (انگلیسی: Lilopristone) یک داروی آنتی پروژسترون مصنوعی و استروئیدی با فعالیت آنتی گلوکوکورتیکوئیدی است که در سال ۱۹۸۵ به ثبت رسید. این دارو تنها در ساختار زنجیره جانبی C17α با میفپریستون متفاوت است و گفته می‌شود که در مقایسه با فعالیت آنتی‌گلوکوکورتیکوئیدی آن بسیار کاهش یافته است.